# Newland (zanger)
Newland (artiestennaam van Alex Nieuwland) is een Nederlandse singer-songwriter uit Harlingen. Sinds 2015 brengt hij singles en albums uit in eigen beheer. Het repertoire bestaat uit eigen composities. De stijl valt binnen de alternatieve pop/rock. Live treedt hij op met de band Newlandslide. In het verleden zong en speelde hij in Bicycle Repairmen en Pretty Green.

## Biografie
Nieuwland werd geboren te Amsterdam. Nadat hij zich begin jaren tachtig in Friesland vestigde, maakte hij deel uit van de Friese Popscene tijdens de zogenaamde Friese Bries. Na een lange periode van inactiviteit keerde hij in 2015 terug als soloartiest.
Zijn debuutsingle was Blue, uitgebracht in eigen beheer op zijn Idzznew-label. Een jaar later, in 2016, bracht hij zijn debuutalbum, Love and War, uit. De single van dat album, The man who saved the World behaalde nummer 1 in de Indiecharts, een hitlijst van radiostation Indiexl. Dit nummer stond ook enige jaren genoteerd in de Snob 2000. De opvolger, Cradles and Crosses, verscheen in 2018. De eerste twee albums produceerde Nieuwland zelf. Het derde album, Vaudeville and Burlesque (2019) is geproduceerd en gemixt door Bram Jorissen. 
Terwijl hij met zijn band een tournee startte in februari 2020, verscheen het vierde solo album, The Emperor of Ice Cream, geïnspireerd op het gedicht van dichter Wallace Stevens. In datzelfde jaar verscheen nog een tweede album: Tomorrowland. De opvolger, Star Collector (2022) is deels geproduceerd door Harry Zwerver. 2023 bracht het zevende album in de vorm van Eyecandy. Album en titel zijn geïnspireerd op street art van het Griekse eiland Naxos door Lia Koutelieri. Op 1 december 2023 verschijnt Trust-Hope-Love  De opvolger, The Silent Language     laat een steeds persoonlijker beeld van de zanger zien. 

### Andere projecten
Alex Nieuwland werkt nog aan diverse andere muzikale projecten. Nederlandstalige liedjes onder de artiestennaam Nieuwland. Onder de naam Frisian Chameleon bracht hij in 2023 een EP uit met loungemuziek. Samen met Klaas Bos verscheen datzelfde jaar de single, The Quality of Mercy onder de naam NewlandWoods.

### Liveband
Om het repertoire ook live te kunnen laten horen bestaat er ook de Liveband. Onder de naam NewLandSlide wordt een selectie van de songs live vertolkt. De band kent de nodige wisselingen qua samenstelling. Naast Nieuwland op zang en gitaar bestaat de band sinds 2022 uit: Gilbert Terpstra (drums), o.a bekend van Kobus gaat naar Appelscha, Eric Ennema (gitaar en zang), Klaas Bos (bas en zang) en Jeroen Deen (keyboards).

## Discografie
Alles uitgegeven onder het eigen beheer-label Idzznew, tenzij anders vermeld.

### Albums
- Love and war (2016)
- Cradles and crosses (2018)
- Vaudeville and burlesque (2019)
- The Emperor of ice cream (2020)
- Tomorrowland (2020)
- Star collector (2022)
- Eyecandy (2023)
- Trust-Hope-Love (2023)
- The Silent Language (2024)

### Singles
- Blue (2015)
- The man who saved the world (2016)
- London is burning (2017)
- Clubland (2017)
- Pinner park (2017)
- Waiting (2018)
- I'm a star (2018)
- Never meant to be (2018)
- Heaven can wait (2019)
- Fairytale (2019)
- X-mas in colors (2019)
- Snowman (2019)
- Just like Bowie (2020)
- Great expectations (2020)
- Drowning butterflies (2020)
- Borderline Barbie (2020)
- Brave new normal (2021)
- If (2021)
- Everything I never told you (2021)
- Beat the clock (2021)
- Joan of Arc (2022)
- Barefoot and tired (2022)
- Don't let me lose this dream (2023)
- No one (2023)
- Twice as cool (2024)
- She Says (2024)
- Solo in Stereo (2024)
- Morning Sun (2024)

### Aanverwante discografie

#### NewLandSlide
- Arm Candy (single, 2024)
- Wear your love like Heaven (2024)

#### Frisian Chameleon
- Violet (EP, 2023)
- Scarlet (EP, 2024)

#### NewlandWoods
- The Quality of mercy (single, 2023)
- The Ghost in me (2024)

#### Nieuwland
- Ik doe het morgen (single, 2018)
- Weet je wat het is (single, 2018)
- Alles (single, 2020)
- Als ik er niet meer ben (single, 2025)

- MusicBrainz: 86bd19a2-1be6-4648-9964-05981c9db381